# Rivoluzione di Ayutla
La rivoluzione di Ayutla fu un movimento rivoluzionario nato nel dipartimento di Guerrero, Messico, nel 1854. 
Le ragioni della sollevazione si devono ricercare nella dittatura di Antonio López de Santa Anna, che approfittando dell'abolizione della costituzione federale dal 1824, governava dittatorialmente con il titolo di "sua altezza serenissima". La rivoluzione comprende tanto il conflitto armato propriamente detto come anche la presidenza di Juan N. Álvarez e Ignacio Comonfort.
Sotto la presidenza di quest'ultimo fu promulgata la Costituzione del 1857. Il periodo si conclude con la rinuncia di Comonfort alla presidenza e l'inizio della guerra della Riforma.
Il dissenso contro Santa Anna crebbero per la vendita della mesilla e i liberali capitanati da Juan Álvarez e Florentino Villarreal diedero a conoscere il Piano di Ayutla.
Attraverso questo i dissidenti disconoscevano Santa Anna come presidente, ne analizzavano le azioni e chiedevano l'elezione di un presidente provvisorio che creasse un congresso costituente.

## Il malcontento con la dittatura di Santa Anna
Santa Anna è uno dei personaggi più polemici della storia del Messico. In varie occasioni è stato considerato un eroe, come quando sconfisse gli spagnoli nella battaglia di Pueblo Viejo quando questi cercarono di riconquistare il Messico.
Fu considerato un traditore durante la guerra messico-statunitense, fu presidente del Messico in una decina di occasione e cambiò schieramento politico una miriade di volte.
In realtà la dittatura di Santa Anna non era nulla di nuovo, tempo addietro durante la separazione del Texas, si era autonominato dittatore del Messico. Comunque in questa seconda opportunità dittatoriale portò le sue aspirazione a un estremo pericoloso. Il fatto di farsi chiamare "sua altezza serenissima" era senza dubbio di minor importanza. Per ottenere maggiori ricorsi finanziari, (visto che il suo governo si trovava sulla soglia della bancarotta), arrivò a imporre tasse per ogni finestra e porta presente nelle abitazioni di Città del Messico.
Il malcontento rimase riflesso in vari detti popolari e in alcuni giochi di parole come questa filastrocca:
"Santa Anna no es mujer,"
Es Santa sin ser mujer,
es rey, sin cetro real,
es hombre, más no cabal,
y sultán, al parecer.
La dittatura era profondamente corrotta, non c'era nessuna chiarezza nella gestione dei fondi, (si deve ricordare che la guerra messico-statunitense aveva lasciato, nonostante tutto, le casse dello stato piene d'oro); non esistevano garanzie personali e l'opposizione era schiacciata dal governo.
Senza dubbio oltre al malcontento popolare contro il governo di Santa Anna, c'era un reale e profondo malessere tra la piccola borghesia liberale che si era formato nella prima metà del XIX secolo in Messico.

### La borghesia sottomessa
Effettivamente, la vocazione conservatrice del governo di Santa Anna aveva favorito certi gruppi dell'aristocrazia messicana del XIX secolo, inoltre i possessi della Chiesa erano cresciute in maniera scandalosa. Altri problemi erano dovuti alle comunità indigene che occupavano porzioni di terreno e che impedivano la speculazione e il processo di accumulazione capitalista.
La Chiesa era un'istituzione con grande potere politico e durante il tempo di Santa Anna poche decisione furono prese senza tener conto dell'opinione della gerarchia ecclesiastica. Inoltre rimanevano retaggi dell'antica organizzazione coloniale, come le adunanze interne, que impedivano la modernizzazione del paese e virtualmente lo tenevano frammentato in piccoli feudi dominati dai signori locali.
Oltre a tutto questo Santa Anna aveva esiliato vari liberali tra i quali, Melchor Ocampo, Benito Juárez, Ponciano Arriaga e molti altri, che si rifugiarono negli Stati Uniti. L'esperienza dell'esilio aveva obbligato questi uomini a confrontarsi con il potere politico dei vicini del nord, e a rendersi conto che l'unica maniera per portare il Messico sulla via del progresso era abbattere il potere di Santa Anna e instaurare un governo liberale.

## Il Piano di Ayutla

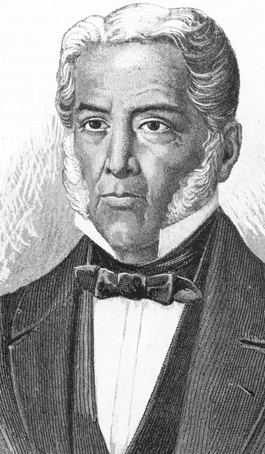
Ritratto di Juan Alvarez. Fu alla testa del movimento conosciuto come rivoluzione di Ayutla

Il 1º marzo 1854 venne pronunciato il Piano di Ayutla, nella cittadina omonima dello stato di Guerrero. Promosso da Juan N. Álvarez e Ignacio Comonfort. Il primo era stato un rivoluzionario dell'indipendenza del Messico, e il secondo era un colonnello relativamente giovane. Il documento presentava la necessità di formare un fronte nazionale per far crollare il governo dittatoriale di Santa Anna, Alvarez e Comonfort si erano posti al fronte con una truppa di contadini. Al piano si unirono Benito Juárez, Melchor Ocampo e altri liberali esiliati da Santa Anna. Anche se non parteciparono direttamente alla lotta armata questi personaggi decisero il cammino politico della rivoluzione.
Il piano contemplava la destituzione di Santa Anna, la nomina di un presidente ad interim di taglio liberale e la convocazione di un Congresso costituente che doveva riscrivere la costituzione del paese, (visto che era stata abolita da Santa Anna quella del 1824 sostituita dalle sette leggi).
Anche se non si trattava di un documento radicale, fu capace di guadagnarsi un certo appoggio in tutto il paese e di far scoppiare la guerra civile in gran parte del paese.

## Inizia la Guerra
Avuta la notizia dei sollevamenti nello stato di Guerrero, Santa Anna cercò di reprimere velocemente l'insurrezione. Per questo decretò la pena di morte per coloro che possedendo una copia del Piano di Ayulta e che non l'avrebbero consegnata alle autorità governative. Con lo stesso obiettivo diede impulso alla leva forzata e aumentò le entrate del governo centrale da 6 a 17 milioni di pesos. Per raccogliere i fondi aumentò nuovamente le tasse e creo ulteriori dogane interne.
In secondo luogo Santa Anna si pose al comando di una forza di seimila uomini. Arrivò ad Acapulco, centro dell'inssurrezione, il 19 aprile del 1854. L'esercito restauratore delle libertà, organizzato da Comonfort, comandato da Alvarez, si era arroccato nella fortezza di San Diego. I cinquecento soldati dell'esercito restauratore resistettero agli attacchi di Santa Anna, le truppe del dittatore erano state fortemente decimate e anche dalle malattie tropicali.
Finalmente Santa Anna decise di togliere l'assedio e di ritornare alla capitale, nel cammino da Acapulco a Città del Messico ridusse a polvere intere cittadine che avevano appoggiato il Piano di Ayutla.
Il Piano di Ayutla fu proclamato rapidamente in altre parti della nazione. Il primo dipartimento a sommarsi alla rivoluzione fu Michoacán, governato da Epitacio Huerta. Verso la metà del 1854 il Piano era stato proclamato in Tamaulipas, San Luis Potosí, Jalisco, Messico e Guanajuato (appoggiato dal governatore Manuel Doblado). I rivoluzionari capitalizzavano non solo il malcontento della nascente borghesia, ma anche quello delle masse popolari che vivevano in condizioni di miseria che giorno dopo giorno peggiorava.
Per contenere l'onda ribelle, il dittatore si appellò al terrorismo di stato. Decretò l'occupazione delle proprietà dei ribelli, dichiarati o sospetti, iniziando dalle proprietà di Alvarez. Nello stesso modo dispose che tutti gli abitati che avrebbero dato ospitalità ai ribelli sarebbero stati saccheggiati e incendiati. I civili in possesso di armi furono condannati a morte.

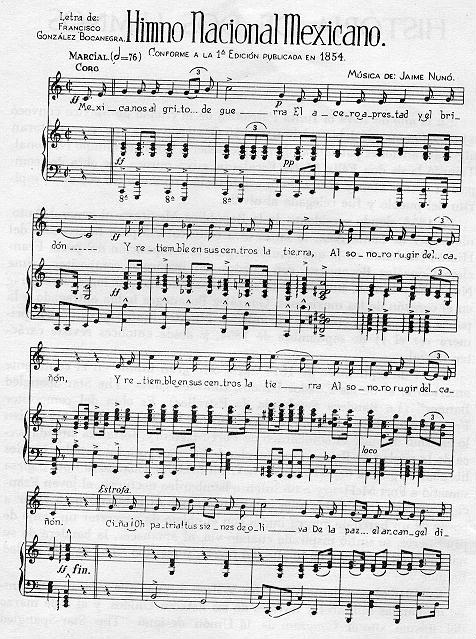
Partitura dell'Inno Nazionale Messicano.

La strategia di Santa Anna contemplava inoltre una combinazione di forza e demagogia. Per questo motivo, durante la sua ultima tappa di governo, le celebrazioni patriottiche e religiose contarono con l'appoggio del governo, Di fatto convocò un concorso per l'elezione dell'inno nazionale, i cui risultati furono pubblicati l'11 settembre 1854. Non a caso una delle strofe della poesia eletta (scritta da Francisco González Bocanegra) faceva chiara allusione a Santa Anna come eroe nazionale. Alcuni anni dopo quella strofa verrà soppressa.
L'offensiva del governo unita alla bancarotta del movimento, fecero fuggire i rivoluzionari. Nel Giugno del 1854, Comonfort partì per gli Stati Uniti per raccogliere fondi per la rivoluzione. Ottenne un prestito da Gregorio Ajuria, un ricco spagnolo, amico di Alvarez e simpatizzante dei liberali. Tornò ad Acapulco agli inizi di Dicembre dello stesso anno. Comonfort si diresse immediatamente a Michoacán, dove la rivoluzione continuava con l'appoggio dei cittadini di Jalisco comandati da Santos Degollado.
D'altra parte, nel fronte di Santa Anna, le cose non andavano per il meglio. Per simulare un ampio appoggio popolare alla dittatura, Sua Altezza Serenissima convocò un plebiscito nel quale i cittadini avrebbero potuto "esprimere liberamente" se desideravano che Santa Anna continuasse a guidare il paese o se preferivano che si dimettesse e consegnasse la presidenza della repubblica d un'altra persona.
Alcuni dei votanti presero seriamente il plebiscito e si pronunciarono apertamente contro il dittatore e in favore della nomina di Alvarez. Ovviamente Santa Anna non avrebbe rinunciato al potere così fece arrestare e processare i simpatizzanti rivoluzionari che avevano partecipato al plebiscito. Il 1º febbraio 1855 fu pubblicato il risultato del plebiscito, che decretava la permanenza di Santa Anna alla presidenza del Messico. Subito dopo la pubblicazione dei risultati il dittatore parì per Michoacan per schiacciare definitivamente i ribelli. L'unica cosa che ottenne fu di spostare il centro ribelle verso la costa. Santa Anna ritornò comunque a Città del Messico apparentemente vittorioso.
In ogni caso la ribellione si era estesa a varie parti del paese. Santiago Vdaurri aveva ottenuto vari trionfi nella zona di Nuevo León. A Veracruz, Ignacio de la Llave aveva preso Orizaba, e i liberali di Oaxaca ormai controllavano Tehuantepec.
Dalla sua parte, l'aristocrazia messicana si mostrava restia a prestare denaro al governo. I conservatori consideravano Santa Anna un inetto, incapace di controllare il paese e si pronunciava a favore dell'instaurazione di una monarchia. Fu così che cominciò la gestazione che sarebbe terminata con la creazione del Secondo Impero messicano.